# Nebre (metge)
Nebre (grec antic: Νεβρός, llatí: Nebrus) fou el tretzè descendent d'Asclepi, fill de Sostrat III i pare de Gnosídic i Cris.
Va viure al segle vii aC i segle vi aC, i era nadiu de l'illa de Cos. Fou el metge més cèlebre del seu temps. En l'anomenada guerra de Crissa es va unir als amfictionis, i es diu que va enverinar l'aigua que es bevia a la ciutat, segons Pausànias, per ordre de Soló (591 aC).